# Piedmont (Appalachen)

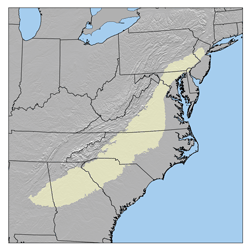
Piedmont Plateau (hell dargestellt)

Das Piedmont ist eine plateauförmige Region im Osten der Vereinigten Staaten von Amerika, die sich zwischen der atlantischen Küstenebene und dem zentralen Abschnitt der Gebirgskette der Appalachen erstreckt. In der Nord-Süd-Ausdehnung erstreckt sich das aus der Ostabdachung der Appalachen gebildete Plateau vom Bundesstaat New Jersey bis nach Alabama.
Die Piedmont Region gehört zum Naturraum der Appalachen und besteht aus dem Hochland, den Piedmont Highlands und dem Tiefland, den Piedmont Lowlands. Die Fall Line, an der erstmals Wasserfälle in den Flussläufen auftreten, um die Höhenunterschiede zu überwinden, bezeichnet den östlichen Übergang zwischen Küstenebene und dem Piedmont. Nach Westen hin ist das Piedmont meist durch die Blue Ridge Mountains begrenzt. Die Breite des Plateaus variiert, es beginnt sehr schmal oberhalb des Delaware River, erreicht aber in North Carolina eine Breite von 475 Kilometern. Das Gesamtgebiet des Piedmont Plateaus umfasst etwa 207.000 Quadratkilometer
Der Name „Piedmont“ kommt aus dem Französischen und bezeichnet in der Geographie eine Vorbergzone (pied = Fuß, mont = Berg). Am prominentesten erscheint diese romanische Wortwurzel im Namen der italienischen Region Piemont (ital. Piemonte: in etwa am Fuße des Berges).

## Geologie
Die Oberfläche des Piedmont wird von einer sanften Hügellandschaft charakterisiert, die Höhe über dem Meeresspiegel beträgt zwischen 50 Metern und 250 Metern bis 300 Metern. Die Geologie ist komplex mit vielen unterschiedlichen Formationen aus verschiedenen Gesteinen, die sich mit anderen aus anderen Altersphasen abwechseln. Im Wesentlichen ist das Piedmont der Überrest verschiedener sehr alter Gebirgszüge, die über Jahrmillionen erodiert sind. Geologen haben mindestens fünf verschiedene Ereignisse der Erdgeschichte identifiziert, die zu Verformungen der Sedimentschichten geführt haben, darunter die Grenville-Orogenese, bei der auch der Kontinent Rodinia entstand, und die Appalachenorogenese während der Entstehung Pangaeas. Das letzte große Ereignis war das Aufbrechen Pangaeas, als der amerikanische und der afrikanische Kontinent begannen auseinanderzudriften. Große Sedimentbecken entstanden durch die Teilung und füllten sich nach und nach durch die von den umgebenden höheren Landmassen abgegebenen Sedimente, aneinandergereihte mesozoische Sedimentbecken sind beinahe ausschließlich im Piedmont lokalisiert.

## Böden

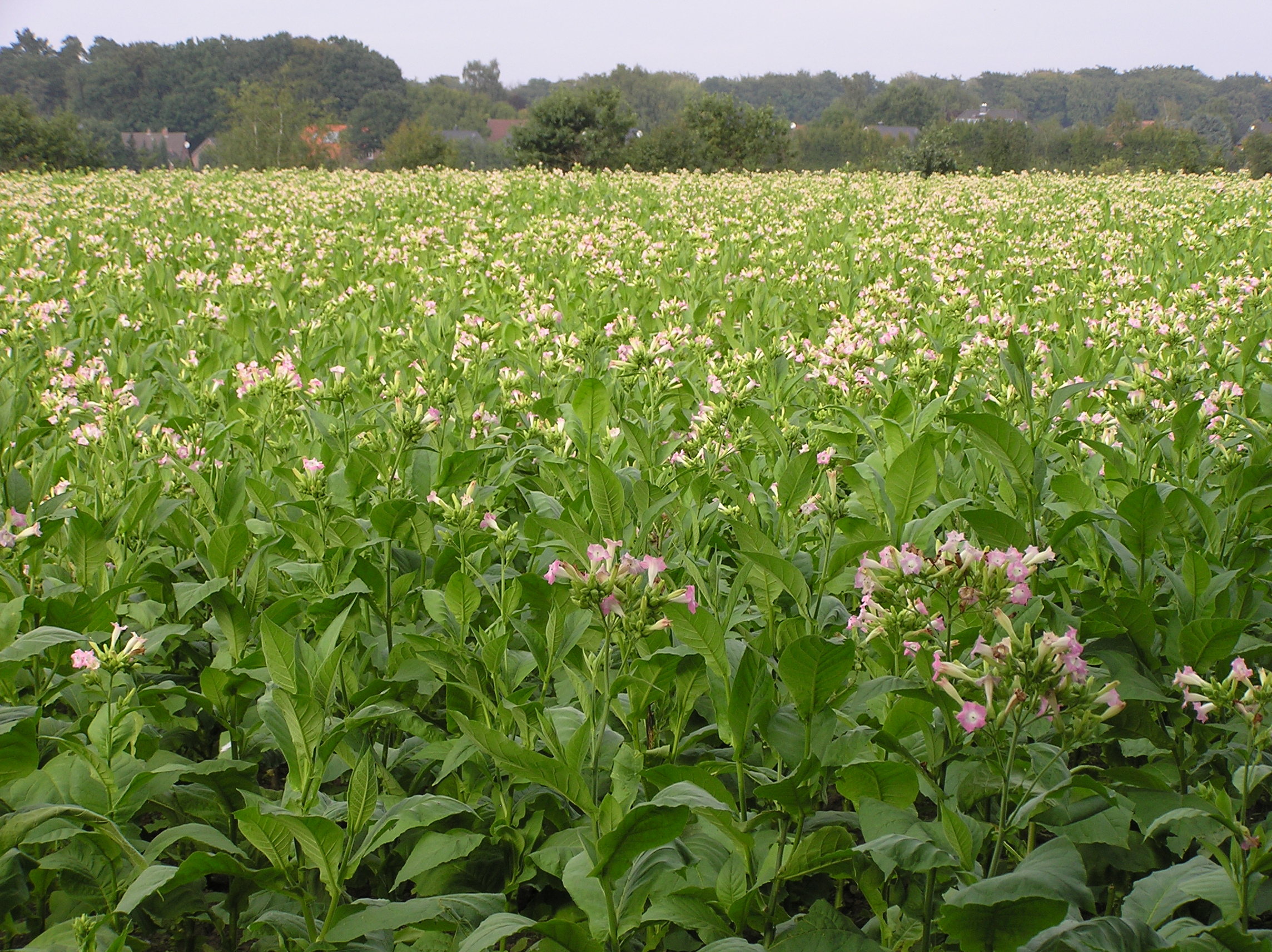
Tabakanbau

Die Böden des Piedmont sind grundsätzlich lehmig und mäßig fruchtbar. In manchen Gegenden haben die Böden sehr stark unter Erosion und exzessivem Ackerbau gelitten, besonders im Süden, wo vor allem Baumwolle angebaut wurde. In der zentralen Region des Piedmont, in North Carolina und Virginia ist Tabak die wichtigste Nutzpflanze, während die Böden im Norden vielfältiger genutzt werden, beispielsweise für den Obstanbau, die Milchwirtschaft und allgemeine Landwirtschaft.

## Musik
Der Piedmont ist sehr stark mit dem Piedmont Blues verbunden, einem Bluesstil, der seit dem späten 19. Jahrhundert in der Region beheimatet ist. Die meisten der Musiker kommen aus Virginia, den beiden Carolinas und Georgia. Während der großen Migrationswelle afroamerikanischer Einwohner in den Norden wurde der Piedmont Blues von vielen anderen Musikrichtungen beeinflusst, zum Beispiel durch Ragtime oder Countrymusik, Stile, die in anderen Regionen nur wenig Einfluss auf den Blues hatten.
Der Cakewalk oder Slow Drag ist ein charakteristischer Tanzstil aus dem Piedmont, der auf der lokalen Kultur des Piedmont basiert.

## Städte

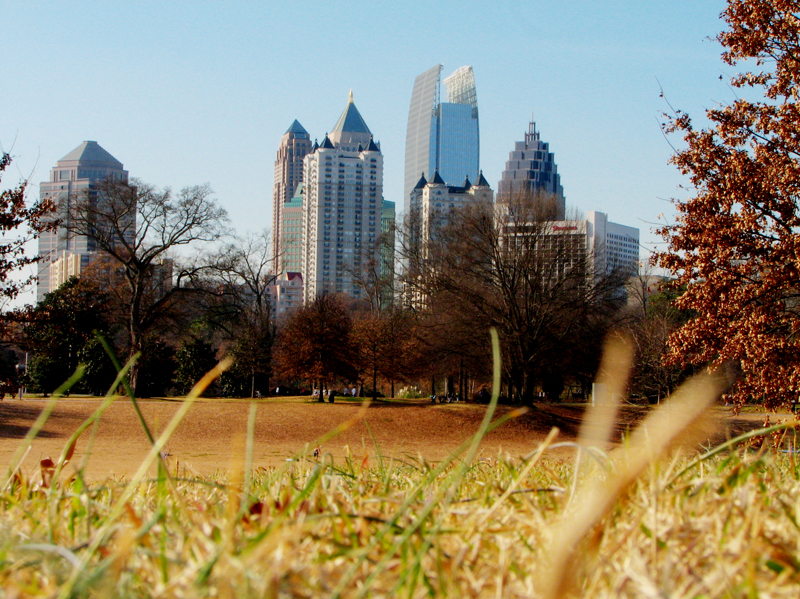
Atlanta, Georgia

Etliche größere Städte haben sich an der Fall Line angesiedelt, der östlichen Begrenzung des Plateaus. Innerhalb des Piedmont selbst gibt es etliche stark urbanisierte Gebiete, beispielsweise umfasst der Piedmont Crescent, der Piedmonter Halbmond in North Carolina mehrere Metropolregionen, die Metrolina bei Charlotte, das Research Triangle um Raleigh–Durham–Chapel Hill und die Piedmont Triad um Greensboro, Winston-Salem und High Point. Eine andere bedeutende Großstadt auf dem Plateau ist Atlanta im Bundesstaat Georgia.